# 我が亡き後に洪水よ来たれ

ポンパドゥール夫人(モーリス・カンタン・ド・ラ・トゥール、1755年、ルーヴル美術館蔵)

「我が亡き後に洪水よ来たれ」（わがなきあとにこうずいよきたれ、フランス語: Après nous le déluge / Après moi le déluge）は、フランス王ルイ15世の愛人であったポンパドゥール侯爵夫人の言葉とされる、もともとはフランス語の語句。日本語では、「わが亡きあとに洪水はきたれ」、「我亡き後に洪水は来たれ」、「大洪水よ、わが亡きあとに来たれ」、などとも訳され、「アプレ・モア・ル・デリュージュ」と音写されることもある。

## 2通りの解釈
この表現は、2通りの解釈が可能である。「我が亡き後に、洪水が来るだろう」と解するならば、「革命によって自分の統治が終わりを告げることになれば、国民は混乱に陥ることになるだろう」と断言していることになり、「我が亡き後に、洪水よ来い」と解するならば、「自分が去った後に何が起ころうと知ったことではない」という含意になる。後者を踏まえ、日本語の言い回し「後は野となれ山となれ」に近い含意だと説明されることもある。

## 起源
（主語を複数にした）「Après nous, le déluge」という言葉は、七年戦争のさなかに1757年11月5日のロスバッハの戦いで麾下の兵力の7分の1を一挙に失ったルイ15世に対し、ポンパドゥール夫人（ジャンヌ＝アントワネット・ポワソン）が彼を励まそうとして、この敗北がもたらす今後の劇的な影響のことを考えるのをやめるよう勧めたものとされる。
ルイ15世は、この利己的な格言を（主語を単数にした）「Après moi, le déluge」という形にして、王太子（後のルイ16世）について言及するときなども含め、しばしば口にしたという。

## マルクス『資本論』
カール・マルクスは『資本論』第1部「資本の生産過程」第3篇「絶対的剰余価値の生産」第8章「労働日」において、この言葉に言及し、こう述べた。

## ダムバスターズ
「Après moi le déluge」という語句は、1943年5月16日/17日の夜間にドイツのルール地方にある複数のダムの破壊を目的としたチャスタイズ作戦を敢行した「ダムバスターズ（ダム攻撃隊）」ことイギリス空軍第617中隊の標語（モットー）としても用いられた。
ポール・ブリックヒルによると、このモットーについては少々議論があり、当初は（主語を複数にした）「Après nous, le déluge」が提案されたものの（ポンパドゥール夫人による言葉とされる）来歴が不適切だとして、また（主語を単数にした）「Après moi, le déluge」は、「無責任」という文脈でルイ15世が用いた表現だとして、いずれもヘラルド・オブ・アームズ（紋章官）によって却下されたのだという。最終的には国王（ジョージ6世）が後者をモットーとして選んだ。